# Gerrie Elfrink
Gerrie Erwin Elfrink (Zevenaar, 1974) is een Nederlands politicus. Hij was van 2000 tot 2010 gemeenteraadslid en fractievoorzitter en van 2010 tot 2018 wethouder in Arnhem. Sinds 2018 is hij opnieuw gemeenteraadslid en fractievoorzitter in deze gemeente. Elfrink is lid van de Socialistische Partij (SP). Hij was de lijsttrekker van deze partij bij de Europese Parlementsverkiezingen 2024.

## Loopbaan
Elfrink studeerde aan de Academie voor Kunst en Industrie in Enschede, gevolgd door een jaar Scandinavistiek aan de Universiteit van Amsterdam. Hij was onder meer fabrieksmedewerker, parkeergarageportier en invalleerkracht. Hij sloot zich eind jaren 1990 aan bij de SP en werd in 2000 landelijk voorzitter van de werkgroep ROOD, de jongerenbeweging van de partij. Bij de gemeenteraadsverkiezingen 2002 werd hij gekozen in de gemeenteraad van Arnhem. Namens zijn partij werd hij direct fractievoorzitter en onder zijn politiek leiderschap steeg de SP in Arnhem van drie zetels in 2002 naar zes in 2006 en zeven in 2010.
Na de gemeenteraadsverkiezingen 2010 formeerde Elfrink een college van SP, VVD, GroenLinks en D66, waarin hij zelf wethouder en eerste locoburgemeester werd. De PvdA, hoewel nipt de grootste en van oudsher een machtsfactor in Arnhem, werd buiten het bestuur gehouden. Elfrink werd verantwoordelijk voor de beleidsterreinen wonen, sport en de nieuwbouwprojecten station Arnhem Centraal en Rijnboog. In 2014 steeg de SP verder door naar acht zetels in Arnhem, waardoor Elfrink zijn wethouderschap kon voortzetten. Onder zijn verantwoordelijkheid werd de vernieuwing van het station Arnhem Centraal vlotgetrokken en voltooid. Het plan Rijnboog, waar hij als raadslid tegen was, werd aangepast doorgevoerd. Twee controversiële en kostbare onderdelen van het project, de ontwikkeling van een haven in de binnenstad en de vestiging van een centrum voor film en beeldende kunst, werden geschrapt. Als sportwethouder haalde hij de Ronde van Italië 2016 naar Arnhem. In zijn rol als locoburgemeester overhandigde hij in 2013 de atlete Sifan Hassan een Nederlands paspoort.
De collegeperiode 2014-2018 werd echter gekenmerkt door conflicten. Tot twee keer toe stapte een partij uit het college, vier wethouders traden af en ook burgemeester Herman Kaiser haakte voortijdig af. Bestuurskundige Paul Frissen deed onderzoek naar verstoorde verhoudingen in de Arnhemse politiek. Hoewel hij hun niet bij name noemde, werden Elfrink en zijn D66-collega Martijn Leisink gekenschetst als dominante persoonlijkheden die anderen weinig ruimte laten. De wethouders zetten de toon in de strijd om de macht met 'bestuurlijk autisme' en 'straatvechtersgedrag' en zouden in debatten hun tegenstanders schofferen en intimideren. 'Bokito-gedrag', zo vatte Frissen het samen. In de periode rond de gemeenteraadsverkiezingen 2018 werd Elfrink door Omroep Gelderland gevolgd, wat resulteerde in de documentaire 'Strijd om de Arnhemse macht'. Bij deze verkiezingen viel de SP terug van acht naar drie zetels. Elfrink keerde als fractievoorzitter terug in de raad. In 2019 ging hij als de werkloze 'Erwin' enkele dagen undercover in een fabriek in het Westland om de omstandigheden van arbeidsmigranten te ondervinden en onderzoeken. In 2022 was hij voor de zesde keer lijsttrekker namens zijn partij in Arnhem. De SP, die ook met landelijke teruggang te maken had, kwam uit op twee zetels.
Elfrink was inmiddels in dienst getreden van zijn partij. Hij was kortstondig medewerker van Kamerlid Jasper van Dijk en werd in 2020 penningmeester en bestuurslid van de landelijke partijorganisatie. In maart 2024 werd hij op voordracht van het partijbestuur door het congres van de SP gekozen als lijsttrekker bij de Europese Parlementsverkiezingen 2024. Bij deze verkiezingen haalde de SP echter geen zetels.

## Privéleven
Elfrink is getrouwd en heeft een zoon. Zijn broer Jurgen Elfrink was van 2006 tot 2018 als SP-raadslid eveneens actief in de Arnhemse politiek.

## Uitslagen verkiezingen

### Landelijke verkiezingen
| Verkiezingen                  | Plaats Elfrink | Zetels SP | Aantal stemmen |
| ----------------------------- | -------------- | --------- | -------------- |
| Tweede Kamerverkiezingen 2002 | 21 (lijst SP)  | 9         |                |
| Tweede Kamerverkiezingen 2006 | 29 (lijst SP)  | 25        |                |
| Tweede Kamerverkiezingen 2010 | 27 (lijst SP)  | 15        | 949            |
| Tweede Kamerverkiezingen 2021 | 25 (lijst SP)  | 9         | 223            |
| Tweede Kamerverkiezingen 2023 | 11 (lijst SP)  | 5         | 311            |

### Lokale verkiezingen
| Verkiezingen gemeente Arnhem   | Plaats Elfrink | Zetels SP | Aantal stemmen |
| ------------------------------ | -------------- | --------- | -------------- |
| Gemeenteraadsverkiezingen 2002 | 1              | 3         |                |
| Gemeenteraadsverkiezingen 2006 | 1              | 6         |                |
| Gemeenteraadsverkiezingen 2010 | 1              | 7         | 5.785          |
| Gemeenteraadsverkiezingen 2014 | 1              | 8         | 6.126          |
| Gemeenteraadsverkiezingen 2018 | 1              | 3         | 2.273          |
| Gemeenteraadsverkiezingen 2022 | 1              | 2         | 1.914          |